# Trigonodera apicicornis
Trigonodera apicicornis is een keversoort uit de familie waaierkevers (Rhipiphoridae). De wetenschappelijke naam van de soort is voor het eerst geldig gepubliceerd in 1954 door Pic.